# ماريانو ميلغاريخو
ماريانو ميلغاريخو (بالإسبانية: Mariano Melgarejo) (و. 1820 – 1871 م) هو سياسي من بوليفيا ولد في كوتشابامبا.
تولى منصب رئيس بوليفيا .